# Venere e Marte (Pittoni)
Venere e Marte è un dipinto realizzato indicativamente nel 1723 dal pittore italiano Giambattista Pittoni, della collezione del Museo del Louvre di Parigi.

## Descrizione
La coppia "Venere e Marte" ha gli stessi caratteri di stile della coppia di "Bacco e Arianna" di Pittoni, sempre appartenenti alla collezione del Museo del Louvre.
Sono gruppi mitologici collegabili alla "Diana e le Ninfe" di Vicenza.
Il soggetto della Venere nello stile, torna anche nell'opera di "Giunone" in collezione privata. Tra il 1730 e 40, negli affreschi di Pittoni ci saranno richiami a queste serie di tele.